# Jacques Teulet
Pour les articles homonymes, voir Teulet.
Jacques Teulet, né le 20 février 1949 à Alles-sur-Dordogne (Dordogne) et mort le 16 janvier 2024 à Périgueux (Dordogne), est un artiste-peintre, graphiste et lithographe figuratif français.

## Biographie
Autodidacte issu d’une famille modeste du Périgord, il s’initie à la peinture auprès des artistes de la place du Tertre à Montmartre qu’il fréquente dans les années 1967 à 1974. Sa première exposition personnelle a lieu en 1979 à Paris.
- Expositions successives à Paris en divers lieux officiels ou alternatifs (centres culturels, galeries, salons…) depuis 1980.
- Apprend l’art lithographique sous le professorat de Louis Vuillermoz (Second Grand Prix de Rome en 1947).
- Réalise des illustrations et s’adonne à la mise en page de documents de prestige pour de grandes entreprises (La Poste, France Télécom, compagnies de théâtre, artistes de variété, etc).
- Collabore à la mise en place de salons d’art à Paris et en province (Centre Chaillot Galiéra – Paris, Saint Germain en Laye, Alles’Art en Dordogne, etc).
- Propose une exposition consacrée à des œuvres inspirées de textes de Bernard Dimey à Paris. Sur ce thème d’interprétations poétiques, réalise une série de toiles et dessins conçus à partir de textes de Jean-Claude Annoux.
- Participe à une exposition itinérante en Espagne avec le groupe international d’artistes « Tendances ».
- Depuis 1992, est présent dans diverses manifestations européennes (Ferrara, Charleroi, Madrid, etc).

Jacques Teulet meurt à Périgueux le 16 janvier 2024 à l'âge de 74 ans,.

## Œuvre
Jacques Teulet a réalisé de nombreuses affiches pour les comédiens de la « Compagnie du Message », des illustrations pour diverses sociétés dont La Poste (originaux conservés par le Musée de La Poste).
Une série de ses lithographies réalisées aux ateliers d’art de la ville de Saint-Maur-des-Fossés figurent dans les conservations du Cabinet des Estampes de la Bibliothèque Nationale à Paris.
Plusieurs peintures et aquarelles sont en collections publiques (Artothèque de Saint-Maur-des-Fossés, villes de Mantes-la-Jolie, Obenheim, Alles-sur-Dordogne…).
Son œuvre se résume en un amalgame d’imagerie hétéroclite mêlant la figure humaine à des éléments divers. Un genre particulier qualifié de sujets « fantastiques » (Dictionnaire Bénézit – Ed. 1999).
Jacques Teulet explique son trajet artistique par ses rencontres : parmi ses amis peintres, on trouve Spiridon, ami de Salvador Dali, Astolfo Zingaro peintre italien, qui l’encouragea à exposer ses travaux, et plusieurs illustrateurs ou auteurs de bandes dessinées (Florent Heitz, Philippe Druillet, etc).